# Andreas Mihatsch
Andreas Mihatsch (* 11. Juni 1962 in Stuttgart) ist ein deutscher Fotograf und Filmproduzent.

## Leben
Mihatsch machte am Ferdinand-Porsche Gymnasium in Rot (Stuttgart) Abitur und studierte an der FH Esslingen Technische Informatik. Seit Beginn seines Studiums arbeitete er am Fraunhofer-Institut für Produktionstechnik und Automatisierung (IPA) in der Softwareentwicklung für Bildverarbeitende Systeme. 1989 ging er für ein Jahr nach Neuseeland an die University of Auckland und war am Department of Scientific and Industrial Research (DSIR) in der Entwicklung von Parallelen Prozessorarchitekturen in der Bildverarbeitung tätig. Nach seiner Rückkehr gründete er 1990 die Firma TERRA NOVA PanoramaVision und 2005 Expedition-Erde, eine Veranstaltungsreihe für Dokumentationen und Live Reportagen.
Als einer der ersten Fotografen setzte er 1991 in Multivisionen eine spezielle Panorama-Bildfotografie im Format 3:1 mittels einer 6×7 Mittelformatkamera ein, ähnlich dem Cinemascope-Verfahren im Kino. Mit 18 Projektoren wurden Bilder auf eine bis zu 18 Meter breite Panorama-Leinwand projiziert. In zahlreichen Dokumentationen und Multivisionen berichtete er mit dieser Bildtechnik über verschiedene Länder und Kulturen. 1998 setzte er zum ersten Mal die neue digitale WatchOut-Präsentationtechnologie mit vier Video-Beamern ein.
Laut dem Reportagemagazin  Geo ist Mihatsch einer „der erfolgreichsten Multivisionskünstler“. Seine Videoinstallationen wurden in zahlreichen Städten präsentiert. 2005 trat er unter anderem mit seiner Südafrika-Multivision mit Tanz im Gewandhaus in Leipzig auf.
Im November 2005 produzierte er zehn Filme für die Vereinten Nationen.

## Filmografie
- 1990: Neuseeland – Am schönsten Ende der Welt
- 1991: Australien und die Kultur der Aborigines
- 1993: Kanada – Abenteuer Wildnis
- 1995: USA – die schönsten Nationalparks
- 1996: London – Stationers Hall (5. Juni 1996) – Das neue Bild der Erde
- 1996: GEO – Die schönsten Bilder aus 20 Jahren GEO
- 1997: Südliches Afrika – Südafrika, Namibia
- 1997: Paris – Le Monde de L’Art (30. Januar 1997) – Das neue Bild der Erde
- 1998: Moskau – Geologisches Museum (12. Februar 1998)[1]
- 1998: Norwegen – die schönsten Fjorde der Welt
- 2001: GEO – Faszination GEO in 25 Jahren
- 2002: Antarktis – Die Welt der Pinguine
- 2003: Faszination Kreuzfahrten
- 2004: Nationalpark Hainich[2]
- 2005: Wien – Schloss Schönbrunn Orangerie (13. Oktober 2005) – Das neue Bild der Erde
- 2005: UN – United Nations
- 2006: Deutsche Bahn – Mobility Networks
- 2006: Namibia – Land der Kontraste
- 2006: Wellness – ein Erlebnis für Körper und Seele
- 2007: GEO Saison Film
- 2007: Südtirol Film
- 2007: World of GEO – Multimedia Panorama Projektion
- 2007: NEON Film
- 2007: THIEME Verlag – Palliative Care / Pflege im Hospiz
- 2008: Hurtigruten – mit dem Postschiff entlang der norwegischen Fjorde
- 2008: TRIAS im THIEME Verlag – Zu Hause Pflegen
- 2009: GRÖNLAND – Expedition
- 2010: Spitzbergen – Am Rande des ewigen Eises
- 2010: ISLAND 65°N 18°W – Magie einer Insel
- 2015: Hurtigruten – Norwegen für Entdecker